# Doris Roberts
Doris May Roberts (leánykori nevén Green) (Saint Louis, 1925. november 4. – Los Angeles, 2016. április 17.) ötszörös Primetime Emmy-díjas amerikai színésznő, író és filantróp.

## Élete és pályafutása
Fontosabb szerepei voltak a The Honeymoon Killers (1970), a Szellemtanú (1971), a Hester utca (1975), A nyúlpróba (1978), Az első számú célpont (1987) és a Madea néni, avagy a tanú védtelen (2012) című filmekben.
Legnagyobb sikereit televíziós műsorokban érte el: 1983 és 1987 között a Remington Steele című bűnügyi sorozatban szerepelt. A Szeretünk, Raymond (1996–2005) című szituációs komédiában a címszereplő anyját alakította. Barátsága Ray Romanóval haláláig tartott. A fentiek mellett számos talkshowban és varietéműsorban is vendégszerepelt. Aktívan támogatott olyan társadalmi ügyeket, mint például az állatok jogainak védelme.

## Filmográfia

### Film
| Év   | Magyar cím                                 | Eredeti cím                                             | Szerep                          | Magyar hang   |
| ---- | ------------------------------------------ | ------------------------------------------------------- | ------------------------------- | ------------- |
| 1961 |                                            | Something Wild                                          | Mary Ann munkatársa             |               |
| 1964 |                                            | Dear Heart                                              | hivatalnok                      |               |
| 1967 | Mezítláb a parkban                         | Barefoot in the Park                                    | szobalány a hotelben            | Győri Ilona   |
| 1967 | Mezítláb a parkban                         | Barefoot in the Park                                    | szobalány a hotelben            | Papp Ági      |
| 1967 | Válás amerikai módra                       | Divorce American Style                                  | hipnózis alanya                 |               |
| 1968 |                                            | No Way to Treat a Lady                                  | Sylvia Poppie                   |               |
| 1968 |                                            | A Lovely Way to Die                                     | Feeney                          |               |
| 1970 |                                            | The Honeymoon Killers                                   | Bunny                           |               |
| 1971 | Szellemtanú                                | Little Murders                                          | Mrs. Chamberlain                |               |
| 1971 | Pénzes asszony kerestetik                  | A New Leaf                                              | Mrs. Traggert                   | Antal Olga    |
| 1971 |                                            | Such Good Friends                                       | Mrs. Gold                       |               |
| 1972 |                                            | The Heartbreak Kid                                      | Mrs. Cantrow                    |               |
| 1974 | Hajsza a föld alatt                        | The Taking of Pelham One Two Three                      | Jessie, a polgármester felesége | Kassai Ilona  |
| 1974 | Hajsza a föld alatt                        | The Taking of Pelham One Two Three                      | Jessie, a polgármester felesége | Rátonyi Hajni |
| 1975 | Hester utca                                | Hester Street                                           | Mrs. Kavarsky                   |               |
| 1975 |                                            | Blood Bath                                              | Mrs. Lambert                    |               |
| 1978 | A nyúlpróba                                | Rabbit Test                                             | Mrs. Carpenter                  | Pásztor Erzsi |
| 1978 | A nyúlpróba                                | Rabbit Test                                             | Mrs. Carpenter                  | Szabó Éva     |
| 1978 |                                            | Once in Paris...                                        | Brady exfelesége                |               |
| 1979 |                                            | Good Luck, Miss Wyckoff                                 | Marie                           |               |
| 1979 | A rózsa                                    | The Rose                                                | Mrs. Foster                     |               |
| 1987 | Az első számú célpont                      | Number One with a Bullet                                | Mrs. Barzak                     | Csíky Ibolya  |
| 1989 | Karácsonyi vakáció                         | National Lampoon's Christmas Vacation                   | Frances                         | Szabó Éva     |
| 1989 |                                            | Simple Justice                                          | Anna DiLorenzo                  |               |
| 1990 |                                            | The Ladies on Sweet Street                              | Bea                             |               |
| 1992 | Lestrapált emberek                         | Used People                                             | Lonnie néni                     |               |
| 1993 | Zűrzavaros éjszakák                        | The Night We Never Met                                  | szomszéd                        |               |
| 1994 |                                            | Taffy                                                   | ismeretlen szerep               |               |
| 1995 | A fűhárfa                                  | The Grass Harp                                          | Mrs. Richards                   |               |
| 1997 |                                            | Walking to Waldheim (rövidfilm)                         | Mina Goldblatt                  |               |
| 1997 |                                            | Sea World and Busch Gardens Adventures: Alien Vacation! | Marie                           |               |
| 1998 | Egetverő szenzáció                         | My Giant]                                               | Rose Kaminski                   | Győri Ilona   |
| 1998 | Hal a fürdőkádban                          | A Fish in the Bathtub                                   | Frieda                          |               |
| 2001 | Odavagyok a pasiért                        | All Over the Guy                                        | Esther                          |               |
| 2003 | Kis nagy színész                           | Dickie Roberts: Former Child Star                       | Peggy Roberts                   |               |
| 2006 | A nagyi szeme fénye                        | Grandma's Boy                                           | Lilly nagymama                  | Földi Teri    |
| 2006 | Megleslek.com                              | I-See-You.com                                           | Doris Bellinger                 | Némedi Mari   |
| 2006 | Bármicvó                                   | Keeping Up with the Steins                              | Rose Fielder                    |               |
| 2009 | Szerelmi leckék idősebbeknek és haladóknak | Play the Game                                           | Rose Sherman                    |               |
| 2009 | Ufók a padláson                            | Aliens in the Attic                                     | Nana Rose Pearson               | Kassai Ilona  |
| 2010 | Egy újabb holdtölte                        | Another Harvest Moon                                    | Alice                           |               |
| 2012 |                                            | Margarine Wars                                          | Betty Johansson nagymama        |               |
| 2012 | Madea néni, avagy a tanú védtelen          | Madea's Witness Protection                              | Barbara                         | Halász Aranka |
| 2014 | Kis gézengúzok nagy napja                  | The Little Rascals Save the Day                         | nagymama                        |               |
| 2015 |                                            | No Deposit                                              | Kat Nugent                      |               |
| 2015 |                                            | The Secret of Joy (rövidfilm)                           | nagymama                        |               |
| 2016 |                                            | The Red Maple Leaf                                      | Mrs. Samantha Adams             |               |
| 2016 |                                            | The Escort (rövidfilm)                                  | Margaret                        |               |
| 2016 |                                            | Job's Daughter                                          | Ruth Morrison                   |               |
| 2018 |                                            | Zizi and Honeyboy (rövidfilm)                           | Zizi                            |               |

## Fordítás
- Ez a szócikk részben vagy egészben  a   Doris Roberts című angol Wikipédia-szócikk fordításán alapul.  Az eredeti cikk szerkesztőit annak laptörténete sorolja fel. Ez a jelzés csupán a megfogalmazás eredetét és a szerzői jogokat jelzi, nem szolgál a cikkben szereplő információk forrásmegjelöléseként.